# 가요 1999
《가요 1999》는 올댓뮤직에서 방송되는 가요 전문 논스톱 BGM 라디오 프로그램이다. 단, 이 프로그램은 모두 전국방송이다.

## 같이 보기
- 올댓뮤직